# The Devil Next Door
The Devil Next Door (lit. ‘El diable del costat’) és una sèrie de televisió documental de 2019 dirigida per Yossi Bloch i Daniel Sivan. La sèrie tracta sobre la vida de John Demjanjuk, acusat de crims de guerra i crims contra la humanitat comesos mentre servia com a guàrdia als camps d'extermini nazis durant la Segona Guerra Mundial que, després, va passar anys vivint a la ciutat de Cleveland. El programa es va estrenar a Netflix aquell mateix any.

## Sinopsi
El documental mostra les batalles legals de Demjanjuk, un treballador de l'automòbil jubilat a Cleveland acusat de ser un guàrdia de camps de presoners nazi alemany conegut com a Ivan el Terrible. Detingut, desnaturalitzat com a ciutadà estatunidenc i extradit a Israel el 1986, va ser jutjat com a criminal de guerra en un judici molt difós. Diversos supervivents interrogats al judici van identificar a Demjanjuk com a Ivan el Terrible. El 1988 va ser condemnat a mort, però la sentència va ser anul·lada per dubtes raonables, basats en part en documents publicats després de la Guerra Freda que identificaven un guàrdia diferent com a Ivan el Terrible.
Tot i que no hi havia proves suficients per identificar Demjanjuk com a Ivan el Terrible, va ser identificat com a guàrdia nazi al camp d'extermini de Sobibor i en diversos camps més. El 2009 va ser deportat dels Estats Units a Alemanya i va ser acusat de més de 27.900 càrrecs d'accessori d'assassinat. El maig de 2011 va tornar a ser declarat culpable i condemnat a cinc anys de presó. Demjanjuk va morir a la presó mentre el seu cas estava en apel·lació i, per tant, el sistema legal alemany ja no buscarà una determinació sobre la seva culpabilitat o innocència.
El documental entrevista diverses figures del judici, com ara l'advocat i familiars de l'acustat, fiscals, periodistes i acadèmics israelians i estatunidencs. Conté extenses imatges del seu primer judici, incloent-hi testimonis de supervivents de l'Holocaust i imatges d'arxiu dels camps de concentració.

## Repartiment
- John Demjanjuk, criminal de guerra nazi
- Eli Gabay, fiscal de l'Estat israelià.
- Eli Rosenbaum, antic director de l'Oficina d'Investigacions Especials.
- Michael Shaked, fiscal de l'Estat israelià.
- Yoram Sheftel, advocat de defensa israelià.
- Lawrence Douglas, professor de dret.
- Ted Henry, reporter de televisió.
- Ed Nishnic, gendre de Demjanjuk.
- Ed Nishnic Jr., net de Demjanjuk.
- Mark O'Connor, advocat defensor de Demjanjuk.
- Zvi Tal, jutge.
- Dalia Dorner, professora de dret i antiga jutge del Tribunal Suprem d'Israel.
- Richard Rashke, historiador.
- Tom Teicholz, reporter, autor de The trial of Ivan the Terrible.
- Tamir Hod, historiador.
- Gary Holodnak, supervisor de Demjanjuk a Ford.
- Eyal Megged, amic de la infància.
- John Caniglia, reporter.
- Mark Demarino, reporter de ràdio.
- Dov Eitan, advocat d'apel·lacions de Demjanjuk.
- William Flynn, expert en medicina forense.
- Elizabeth Holtzman, fundadora de l'Oficina d'Investigacions Especials.
- Noah Klieger, periodista israelià.
- Michele Lesie, periodista.
- Joanne Lowe, dibuixant de la sala del tribunal.
- Patricia Smith, experta en reconeixement facial.

## Crítica
El primer ministre polonès Mateusz Morawiecki va criticar el documental per incloure un mapa actual de Polònia, amb la ubicació dels camps d'extermini nazis marcada. Morawiecki va considerar que implicava que Polònia era responsable dels camps d'extermini en lloc de l'Alemanya nazi. El mapa es va mostrar com a part d'un segment d'un reportatge televisiu de 1985 que detallava per primera vegada les denúncies contra Demjanjuk. Es va mostrar «repetidament en diverses versions de la sèrie», sense cap explicació que els campaments eren dirigits per alemanys.
Morawiecki va enviar una carta a Netflix sobre el mapa i Netflix va acceptar el novembre de 2019 «proporcionar més informació» a la pantalla per mostrar clarament que els campaments eren operats pels alemanys. Netflix va rebre les gràcies per Morawiecki. El 15 de novembre de 2019, la revista Vanity Fair va assenyalar que no estava «clar» quan Netflix afegiria aquests aclariments.

## Episodis
| Núm. global | Núm. temp. | Títol                                                      | Data d'estrena        |
| --- | ---------- | ---------------------------------------------------------- | --------------------- |
| 1 | 1          | The Devil Lives in Cleveland ('El diable viu a Cleveland') | 4 de novembre de 2019 |
| L'any 1986 s'acusa a John Demjanjuk, un avi jubilat ucraïnès resident a Cleveland (Estats Units d'Amèrica), de ser l'Ivan el Terrible, el cruel guàrdia dels camps d'extermini nazi.                                                                                              |            |                                                            |                       |
| |            |                                                            |                       |
| 2 | 2          | Nightmares of Treblinka ('Malsons de Treblinka')           | 4 de novembre de 2019 |
| Diversos supervivents del camp d'extermini de Treblinka presten declaració contra John Demjanjuk mentre que la defensa de l'acusat intenta qüestionar la veracitat dels testimonis.                                                                                               |            |                                                            |                       |
| |            |                                                            |                       |
| 3 | 3          | The Conspiracy ('La conspiració')                          | 4 de novembre de 2019 |
| Durant el judici sorgeixen seriosos dubtes sobre l'autenticitat d'una targeta d'identificació que l'acredita com a guardià de camps d'extermini. Mentrestant, l'acusat canvia d'estratègia legal i la defensa aconsegueix noves proves trobades en un contenidor d'un McDonald's. |            |                                                            |                       |
| |            |                                                            |                       |
| 4 | 4          | Facing the Hangman ('Davant del botxí')                    | 4 de novembre de 2019 |
| Demjanjuk declara en defensa pròpia, però l'acusació qüestiona la coartada. Tanmateix, després de l'enderrocament del mur de Berlín, es presenta la possibilitat que apareguin noves proves als arxius del KGB.                                                                   |            |                                                            |                       |
| |            |                                                            |                       |
| 5 | 5          | The Final Twist ('El gir final')                           | 4 de novembre de 2019 |
| A mesura que s'apropa la data final del judici contra Demjanjuk, creix la tensió i els nervis generalitzats. Com acabarà aquesta història? El desenllaç deixarà insatisfet a més d'un.                                                                                            |            |                                                            |                       |